# Persicaria imeretina
Persicaria imeretina är en slideväxtart som först beskrevs av Vladimir Leontjevitj Komarov, och fick sitt nu gällande namn av Sojak. Persicaria imeretina ingår i släktet pilörter, och familjen slideväxter. Inga underarter finns listade i Catalogue of Life.